# Christopher O'Connell
Christopher O'Connell, né le 3 juin 1994 à Sydney, est un joueur de tennis australien, professionnel depuis 2014.

## Carrière
La carrière de Christopher O'Connell ne démarre qu'en 2014 après deux années passées à soigner une fracture de stress aux lombaires. Il participe à son premier tournoi ATP à Sydney début 2017 après être sorti des qualifications. Diminué par une tendinite aux genoux l'année suivante, il termine la saison au-delà de la 1000e place mondiale. Il se reprend en 2019, remportant plus de 80 matchs, disputant 10 finales de tournois ITF et en s'adjugeant trois titres. Au niveau Challenger, il remporte deux tournois et joue deux autres finales.
Il joue peu en 2021 mais parvient toutefois à se qualifier pour plusieurs tournois ATP dont celui d'Atlanta où il bat Jannik Sinner au second tour. Il réalise des performances similaires en 2022, année où il se distingue avec un 3e tour à l'Open d'Australie où il élimine le 13e mondial Diego Schwartzman ainsi qu'une demi-finale à San Diego.
En 2023, il enchaîne les bons résultats au niveau ATP avec des quarts de finale à Doha, Marrakech mais aussi une demi-finale à Munich où il écarte Alexander Zverev. Sur le gazon, il est quart de finaliste à Stuttgart et parvient au 3e tour du tournoi de Wimbledon.

## Palmarès
Christopher O'Connell a remporté quatre tournois Challenger en simple : Cordenons et Fairfield en 2019, Split et Yokohama en 2022.

## Parcours dans les tournois duGrand Chelem

### En simple
| Année | Open d'Australie | Open d'Australie | Internationaux de France | Internationaux de France | Wimbledon       | Wimbledon        | US Open         | US Open         |
| ----- | ---------------- | ---------------- | ------------------------ | ------------------------ | --------------- | ---------------- | --------------- | --------------- |
| 2017  | 1er tour (1/64)  | Grigor Dimitrov  | —                        | —                        | —               | —                | —               | —               |
|       |                  |                  |                          |                          |                 |                  |                 |                 |
| 2020  | 1er tour (1/64)  | Andrey Rublev    | —                        | —                        | Annulé          | Annulé           | 2e tour (1/32)  | Daniil Medvedev |
| 2021  | 2e tour (1/32)   | Radu Albot       | 1er tour (1/64)          | Tommy Paul               | 1er tour (1/64) | Gaël Monfils     | —               | —               |
| 2022  | 3e tour (1/16)   | Maxime Cressy    | 1er tour (1/64)          | Aljaž Bedene             | —               | —                | 1er tour (1/64) | J. Duckworth    |
| 2023  | 1er tour (1/64)  | Jenson Brooksby  | 1er tour (1/64)          | Taro Daniel              | 3e tour (1/16)  | C. Eubanks       | 2e tour (1/32)  | Daniil Medvedev |
| 2024  | 2e tour (1/32)   | Ben Shelton      | —                        | —                        | 1er tour (1/64) | Taylor Fritz     | 3e tour (1/16)  | Jannik Sinner   |
| 2025  | 1er tour (1/64)  | Tommy Paul       | 1er tour (1/64)          | Ugo Humbert              | 1er tour (1/64) | Adrian Mannarino |                 |                 |

N.B. : à droite du résultat se trouve le nom de l'ultime adversaire.

### En double messieurs
| Année | Open d'Australie                                                                   | Open d'Australie | Internationaux de France | Internationaux de France | Wimbledon                                                                        | Wimbledon                                                                     | US Open | US Open |
| ----- | ---------------------------------------------------------------------------------- | ---------------- | ------------------------ | ------------------------ | -------------------------------------------------------------------------------- | ----------------------------------------------------------------------------- | ------- | ------- |
| 2020  | 1er tour (1/32) A. Harris \|\| style="text-align:left;" \| J. Duckworth M. Polmans | —                | —                        | Annulé                   | Annulé                                                                           | —                                                                             | —       |         |
|       |                                                                                    |                  |                          |                          |                                                                                  |                                                                               |         |         |
| 2022  | 1/8 de finale J. Kubler \|\| Forfait                                               | —                | —                        | —                        | —                                                                                | —                                                                             | —       |         |
| 2023  | —                                                                                  | —                | —                        | —                        | 1er tour (1/32) Laslo Djere \|\| style="text-align:left;" \| S. Gillé J. Vliegen | 1er tour (1/32) A. Vukic \|\| style="text-align:left;" \| R. Bopanna M. Ebden |         |         |
| 2024  | 1er tour (1/32) Laslo Djere \|\| style="text-align:left;" \| R. Hijikata J. Kubler | —                | —                        | —                        | —                                                                                | —                                                                             | —       |         |

N.B. : le nom du partenaire se trouve sous le résultat ; les noms des ultimes adversaires se trouvent à droite.

## Parcours dans lesMasters 1000
| Année | Indian Wells          | Miami                   | Monte-Carlo        | Madrid              | Rome                  | Canada          | Cincinnati | Shanghai                  | Paris                 |
| ----- | --------------------- | ----------------------- | ------------------ | ------------------- | --------------------- | --------------- | ---------- | ------------------------- | --------------------- |
| 2021  | —                     | 1er tour J. Sousa       | —                  | —                   | —                     | —               | —          | n.o.                      | —                     |
|       |                       |                         |                    |                     |                       |                 |            |                           |                       |
| 2023  | —                     | 1er tour R. Gasquet     | —                  | 2e tour T. Fritz    | 1er tour A. Popyrin   | —               | —          | 1er tour v. d. Zandschulp | —                     |
| 2024  | 2e tour A. Zverev     | 1/8 de finale J. Sinner | 1er tour A. Tabilo | 1er tour M. Arnaldi | 1er tour R. Carballés | —               | —          | 1er tour M. Berrettini    | 1er tour K. Khachanov |
| 2025  | 2e tour M. Berrettini | 1er tour R. Carballés   | —                  | 2e tour T. Fritz    | 1er tour C. Norrie    | 3e tour Forfait | —          |                           |                       |

N.B. : sous le résultat se trouve le nom de l’ultime adversaire.

## Classements ATP en fin de saison
| Année          | 2011 | 2012 | 2013 | 2014 | 2015 | 2016 | 2017 | 2018 | 2019 | 2020 | 2021 | 2022 | 2023 | 2024 |
| Rang en simple | 1745 | 1655 | –    | 487  | 567  | 240  | 393  | 1185 | 120  | 120  | 175  | 78   | 68   | 64   |
| Rang en double | –    | –    | –    | 642  | 858  | –    | 689  | 1239 | 634  | 695  | 1160 | 562  | 873  | 1262 |

Source : (en) Classements de Christopher O'Connell sur le site officiel de la Fédération internationale de tennis